# Lektor (pedagog)
Lektor je pracovní pozice (také vysokoškolského) učitele, který většinou vede některou z praktických částí studia (výuky). Nezbytnou podmínkou bývá zpravidla určitá praxe a zkušenosti, nikoliv nezbytně požadavek formálního vysokoškolského vzdělání. Po úspěšném ukončení studia na vysoké škole se následně může jednat o pozici asistenta.
Podle Slovníku cizích slov lektor je: odborný učitel; odborný posuzovatel děl určených k vydání nebo provozování.